# Westeuropa-Orkan

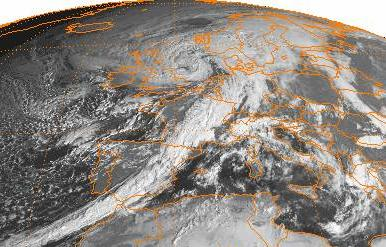
Satellitenaufnahme des Sturmes

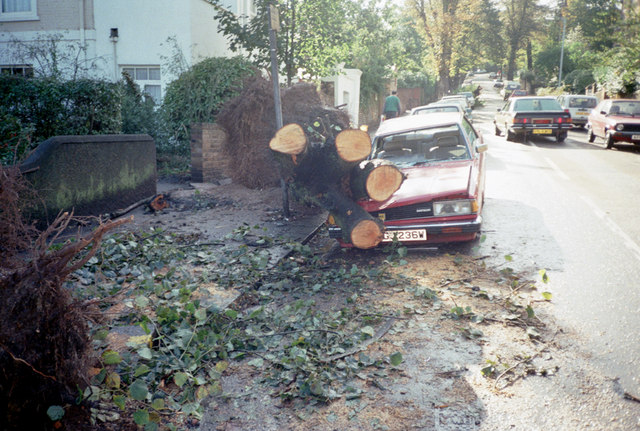
Sturmschäden in London

Der Westeuropa-Orkan war ein Orkan, der in der Nacht vom 15. auf den 16. Oktober 1987 über England und Nordfrankreich seine größten Windgeschwindigkeiten erreichte. Er gilt als der schwerste Sturm in Großbritannien seit dem Großen Sturm von 1703.
Das Tiefdruckgebiet war aus der Biskaya über Frankreich hinweg gezogen und hatte einen Kerndruck von 955 hPa. Der Orkan verursachte Sachschäden in Höhe von 6 Milliarden DM; mindestens 29 Menschen starben.